# Алфредо Рамос
Алфредо Рамос Кастільйо (порт. Alfredo Ramos Castilho, 27 жовтня 1924, Жакареї — 31 липня 2012, Сан-Паулу) — бразильський футболіст, що грав на позиції захисника, зокрема, за клуби «Сантус» та «Сан-Паулу», а також національну збірну Бразилії. По завершенні ігрової кар'єри — тренер.
Переможець Ліги Пауліста.

## Клубна кар'єра
У футболі дебютував 1947 року виступами за команду «Сантус», в якій провів три сезони.
Своєю грою за цю команду привернув увагу представників тренерського штабу клубу «Сан-Паулу», до складу якого приєднався 1950 року. Відіграв за команду із Сан-Паулу наступні сім сезонів своєї ігрової кар'єри. Більшість часу, проведеного у складі «Сан-Паулу», був основним гравцем захисту команди.
Завершив ігрову кар'єру у команді «Корінтіанс», за яку виступав протягом 1957—1959 років.

## Виступи за збірну
1953 року дебютував в офіційних матчах у складі національної збірної Бразилії. Протягом кар'єри у національній команді провів у її формі 7 матчів.
У складі збірної був учасником:
чемпіонату Південної Америки 1953 року у Перу, де разом з командою здобув «срібло»;
чемпіонату Південної Америки 1956 року в Уругваї.
Був присутній в заявці збірної на чемпіонаті світу 1954 року у Швейцарії, але на поле не виходив.

## Кар'єра тренера
Розпочав тренерську кар'єру невдовзі по завершенні кар'єри гравця, 1961 року, очоливши тренерський штаб клубу «Корінтіанс».
Останнім місцем тренерської роботи був клуб «Сан-Паулу», головним тренером команди якого Алфредо Рамос був протягом 1972 року.
Помер 31 липня 2012 року на 88-му році життя у місті Сан-Паулу.

## Титули і досягнення
- Переможець Ліги Пауліста (1):

«Сан-Паулу»: 1953